# Spardorf
Spardorf er en kommune i Landkreis Erlangen-Höchstadt i Regierungsbezirk Mittelfranken i den tyske delstat Bayern. Den er en del af Verwaltungsgemeinschaft Uttenreuth.

## Geografi
Nabokommuner er (med uret fra nord):

Marloffstein, Uttenreuth, Buckenhof, Erlangen
Spardorf ligger cirka fem kilometer norøst for Erlangen i dalen til floden Schwabach og nedenfor højdedraget med Marloffstein. Spardorf er oplandskommune til Erlangen.